# Chicago House AC
Der Chicago House Athletic Club ist ein US-amerikanischer Fußballklub mit Sitz in Chicago, Illinois, welcher in der Midwest Premier League spielt.

## Geschichte
Mitte September 2020 verkündete die NISA, dass eine Investorengruppe um Peter Wilt mit einem Klub der Liga beitreten will. Am 5. November des Jahres wurde der Klub dann auch offiziell aufgenommen, mit dem Plan in der Herbst 2021 Saison in den Spielbetrieb einzusteigen. Nach einer Fanabstimmung wurde schließlich 23. Februar 2021, der Name, das Logo und die Farben des Klubs bekanntgegeben. Als Heimspielstätte wurde das SeatGeek Stadium festgelegt. Als erster Chefcoach als auch Technischer Direktor wurde der ehemalige Chicago Fire FC Spieler C. J. Brown bekanntgegeben.
Der erste Auftritt der Mannschaft war dann im Vorfeld beim NISA Independent Cup, wo man in der eigenen Gruppe der Midwest Region in drei Spielen jeweils einen Sieg, Unentschieden und Niederlage hatte. Am Ende landete man so auf dem zweiten Platz. Anschließend folgte dann die Regular Season, nach welcher der Klub am Ende von 18 Spieltagen mit 23 Punkten auf dem sechsten Platz die Saison beendete. Mit durchschnittlich 1000 Zuschauern lag man in dieser Saison hier mit den größeren Klubs relativ gleich auf. Mit acht erzielten Toren war in dieser Spielzeit Wojciech Wojcik der beste Torschütze für den Klub.
Zur Saison 2022 zog man sich dann aber bereits aus der NISA zurück und wechselte erst einmal in die Midwest Premier League, in welcher Langfristig eine Reserve-Mannschaft aufgebaut werden soll, welche dann Spieler für eine professionelle Mannschaft liefert. Hierstieg man in den Spielbetrieb der Western Division ein und schloss mit 20 Punkten auf dem vierten Platz ab. Zudem qualifizierte sich durch die regionale Qualifikationsrunde hier auch für den Lamar Hunt U.S. Open Cup 2023. Hier gelang es dann in der ersten Runde einen Sieg gegen den Bavarian United SC sowie in der zweiten Runde gegen Forward Madison einen weiteren Sieg zu erzielen. In der dritten Runde man dann auf Chicago Fire aus der MLS denen man mit 0:3 unterlag.